# Edward Saïd
Pour les articles homonymes, voir Saïd.
Edward Wadie Saïd (en arabe : إدوارد وديع سعيد), né à Jérusalem le 1er novembre 1935 et mort à New York le 25 septembre 2003, est un universitaire, théoricien littéraire et critique palestino-américain.
Il enseigne, de 1963 jusqu'à sa mort en 2003, la littérature anglaise et la littérature comparée à l'université Columbia de New York. Il est l'auteur de nombreux livres de critique littéraire et musicale, il écrit aussi beaucoup sur le conflit israélo-palestinien et sur le Moyen-Orient. Robert Fisk dit de lui qu'il est la « voix politique la plus puissante [most powerful political voice] » pour les Palestiniens.
Son ouvrage le plus célèbre est L'Orientalisme. L'Orient créé par l'Occident (Orientalism), publié en 1978 et traduit en français aux Éditions du Seuil en 1980. L'ouvrage a un retentissement international et est traduit en trente-six langues ; il est considéré comme un des textes fondateurs des études postcoloniales.

## Biographie
Saïd est né à Jérusalem, en Palestine mandataire, le 1er novembre 1935. Son père, chrétien de Palestine et naturalisé américain, est un homme d'affaires  prospère. Sa mère est née à Nazareth, elle aussi dans une famille chrétienne. L'historienne et écrivaine Rosemarie Said Zahlan était sa sœur. Dans son autobiographie, À contre-voie, Saïd raconte son enfance et son adolescence. Il a vécu entre Le Caire et Jérusalem jusqu'à 12 ans. En 1947, il a été étudiant à St. George Academy (une école anglicane) quand il était à Jérusalem. Habitant un quartier riche de Talbiya dans la partie occidentale de Jérusalem, qui a été annexée par Israël, sa famille élargie est devenue réfugiée pendant la guerre israélo-arabe de 1948.
. Dans la revue de l'American Jewish Committee, Commentary, Justus Weiner a prétendu qu'Edward Saïd n'aurait jamais vécu à Jérusalem, ni été expulsé avec sa famille d'une maison qui aurait appartenu en réalité à sa tante, et où il avait l'habitude de passer ses vacances. Ces accusations de Weiner ont été démenties par Saïd, et infirmées par le quotidien britannique The Guardian, dont les journalistes ont visité l'école de Saïd à Jérusalem et retrouvé son dossier scolaire, ainsi que les titres de propriété. Le journal The New Republic, pourtant politiquement hostile à Saïd, a trouvé les accusations de Weiner non convaincantes. Selon les intellectuels Christopher Hitchens et Alexander Cockburn, proches de Saïd, les attaques de Weiner contre Saïd visaient, à travers un symbole, à attaquer la narration palestinienne de la guerre de 1948.
En 1998, Saïd faisait ainsi le récit de ses années de formation :
« Je suis né à Jérusalem et j'y ai passé la plupart de mes années d'écolier, ainsi qu'en Égypte, avant mais surtout après 1948, quand tous les membres de ma famille sont devenus des réfugiés. Néanmoins toute mon éducation primaire s'est faite dans des écoles coloniales réservées à l'élite, des écoles britanniques privées destinées par les Anglais à l'éducation d'une génération d'Arabes naturellement liés à la Grande-Bretagne. Le dernier établissement que j'ai fréquenté avant de quitter le Moyen-Orient pour me rendre aux États-Unis est le Victoria College du [Caire], une classe conçue pour éduquer ces Arabes et Levantins issus de la classe dirigeante qui allaient prendre le relais après le départ des Anglais. Mes contemporains et camarades de classe incluaient le roi Hussein de Jordanie, plusieurs garçons jordaniens, égyptiens, syriens et saoudiens qui deviendraient ministres, Premiers ministres et grands hommes d'affaires, ainsi que des figures prestigieuses comme Michel Shalhoub, mon ainé de quelques années, chargé de discipline et persécuteur en chef, que vous avez tous vu au cinéma sous le nom d'Omar Sharif. »
En septembre 1951, à quinze ans, il est « déposé » par ses parents (qui rentraient au Moyen-Orient) à Mount Hermon School, une école préparatoire privée au Massachusetts. Edward Saïd garde de cette époque le souvenir d'une année misérable au cours de laquelle il ne se sentit jamais à sa place. Il obtient sa licence à l'université de Princeton, sa maîtrise et son doctorat à l'université Harvard, où il remporte le Prix Bowdoin. Il rejoint l'université Columbia en 1963 et y travaillera comme professeur de littérature anglaise et comparée jusqu'à sa mort en 2003. Saïd est devenu le Parr Professor of English and Comparative Literature, en 1977, et après l'«Old Dominion Foundation Professor in the Humanities». En 1992, Saïd a atteint le statut de University Professor, la position la plus prestigieuse à Columbia. Il a enseigné aussi à l'université Harvard, l'université Johns-Hopkins, et l'université Yale. Il parlait arabe, anglais et français couramment et lisait l'espagnol, l'allemand, l'italien et le latin.
Saïd s'est vu attribuer de nombreux doctorats honoraires par des universités autour du monde et a reçu le prix Trilling de Columbia et le prix Wellek de l'Association américaine de littérature comparée. En 1999, ses mémoires Out of Place ont gagné le prix du New Yorker pour les œuvres non fictives. Il était aussi un membre de l’American Academy of Arts and Sciences, l'American Academy of Arts and Letters, la Société royale de la littérature et l'American Philosophical Society.
Les essais et articles de Saïd ont été publiés dans The Nation, the London Review of Books, CounterPunch, Al Ahram et le quotidien panarabe al-Hayat. Lui et son collègue et ami Noam Chomsky ont accordé ensemble de nombreuses interviews sur le thème de la politique étrangère des États-Unis pour diverses radios indépendantes.
En janvier 2006, l'anthropologue David Price a obtenu 147 pages du dossier du FBI sur Said par une demande du Freedom of Information Act. Le dossier montre que Saïd était sous surveillance depuis 1971. La majorité du dossier porte la marque «IS Middle East» («IS» signifie Israël), et des parties considérables sont encore classifiées.
En 2003, Saïd est mort à New York à l'âge de 67 ans, après une lutte de dix ans contre la leucémie.

## L'Orientalisme
En 1978, il publie son livre le plus connu, L'Orientalisme, considéré comme le texte fondateur des études postcoloniales. Il y mène une analyse de l'histoire du discours colonial sur les populations orientales placées sous domination européenne en développant quatre thèses, à savoir la domination politique et culturelle de l'Orient par l'Occident, la dépréciation de la langue arabe, la diabolisation de l'arabe et de l'islam, et la cause palestinienne. Le livre suscite des commentaires très divers, et notamment une célèbre controverse avec Bernard Lewis. 
Dans un article intitulé « La question de l’orientalisme » (The New York Review of Books, 24 juin 1982), Bernard Lewis répond aux attaques visant les orientalistes, et particulièrement à celles que leur adresse Edward Saïd. Bernard Lewis estime que la démonstration d’Edward Saïd n’est pas convaincante. Il reproche à Saïd :
- de créer artificiellement un groupe, les orientalistes, qui partageraient, en gros la même thèse ;
- d’ignorer les travaux des orientalistes du monde germanique (ce qui « n'a pas plus de sens qu'une histoire de la musique ou de la philosophie européenne avec la même omission »), pour se focaliser sur les Britanniques et les Français, et de négliger, parmi ces derniers, bon nombre d’auteurs majeurs, comme Claude Cahen ;
- de préférer, souvent, les « écrits mineurs ou occasionnels » aux « contributions majeures à la science » ;
- de faire commencer l'orientalisme moderne à la fin du XVIIIe siècle, dans un contexte d'expansion coloniale de la Grande-Bretagne et de la France, alors que cette science émerge au XVIe siècle, c'est-à-dire au moment où l'Empire ottoman domine la Méditerranée ;
- d’intégrer dans son analyse des auteurs qui ne sont pas de vrais orientalistes, comme Gérard de Nerval ;
- de commettre une série d’entorses à la vérité et d’erreurs factuelles, notamment quand Edward Said accuse Silvestre de Sacy d’avoir volé des documents et commis des traductions malhonnêtes (« Cette monstrueuse diffamation d’un grand savant est sans un grain de vérité »), ou lorsqu’il écrit que les armées musulmanes ont conquis la Turquie avant l’Afrique du nord (« c’est-à-dire que le XIe siècle est venu avant le VIIe ») ;
- de faire des interprétations absurdes de certains passages écrits par des orientalistes, notamment par Bernard Lewis lui-même ;
- d’utiliser deux poids, deux mesures : « les spécialistes soviétiques, en particulier quand ils traitent des régions islamiques et d’autres régions non européennes de l’Union soviétique, se rapprochent le plus — beaucoup plus que tous ces Britanniques et ces Français qu’il condamne — de la littérature tendancieuse et dénigrante, qu'Edward Saïd déteste tant chez les autres » ; or Saïd ne mentionnerait jamais les thèses contestables d’auteurs russes.

Edward Saïd écrit alors une lettre à la New York Review of Books, publiée avec une réplique de Bernard Lewis.
Deux ans avant cette controverse, Jean-Pierre Péroncel-Hugoz avait publié dans Le Monde un compte-rendu de lecture recoupant certaines critiques de Bernard Lewis, en particulier le mélange fait entre des savants et des écrivains de fiction (« L'une des principales faiblesses de la thèse d'Edward Saïd est d'avoir mis sur le même plan les créations littéraires inspirées par l'Orient à des écrivains non orientalistes, dont l'art a nécessairement transformé la réalité, et l'orientalisme purement scientifique, le vrai. »), la focalisation excessive sur des aspects secondaires dans l'œuvre de certains orientalistes, et l'omission de nombreux spécialistes (Jean-Pierre Péroncel-Hugoz donne une liste, dans laquelle se trouvent Antoine Galland, Robert Mantran et Vincent Monteil).
Tout en se déclarant d'accord avec Edward Saïd sur certains points importants, comme la définition du terme orientalisme, le philosophe Sadek al-Azem a conclu pour sa part, que le livre manquait trop de rigueur pour être vraiment concluant : « chez Saïd, le polémiste et le styliste prennent très souvent le pas sur le penseur systématique. » Malcolm Kerr, professeur à l'université de Californie à Los Angeles puis président de l'université américaine de Beyrouth a porté une appréciation assez similaire sur l’ouvrage : « En accusant l’ensemble de la tradition européenne et américaine d'études orientales de pécher par réductionnisme et caricature, il commet précisément la même erreur. »

## Musique

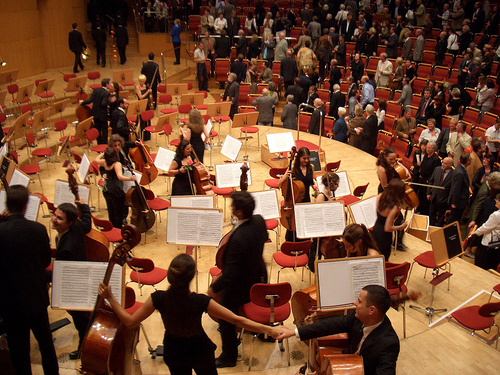
Orchestre Divan occidental-oriental.

Il a fondé avec son ami le chef d'orchestre argentin et israélien Daniel Barenboïm une fondation visant à promouvoir la paix au Proche-Orient par le biais de la musique classique, grâce à la formation d'un orchestre symphonique composé d'Israéliens et d'Arabes : l'Orchestre Divan occidental-oriental. Edward Saïd et Daniel Barenboïm ont cosigné un ouvrage d'entretiens sous le titre Parallèles et Paradoxes (Le Serpent à Plumes, 2002). Ils ont obtenu le prix Princesse des Asturies de la Concorde. Saïd a aussi contribué à The Nation comme critique musical pendant plusieurs années.
En novembre 2004, l'université de Beir Zeit a rebaptisé son école de musique Conservatoire de musique national en l'honneur de Saïd. En 2010, il[Qui ?] crée à Ramallah l'Orchestre national de Palestine.

## Position sur le sionisme
Dans son essai Zionism from the Standpoint of Its Victims, Edward Saïd a plaidé pour la légitimité politique et l'authenticité philosophique des revendications sionistes du droit à une patrie juive, mais aussi du droit inhérent à l'autodétermination nationale du peuple palestinien[réf. nécessaire],.

## Publications

### Ouvrages traduits en français
- L'Orientalisme. L'Orient créé par l'Occident, [Orientalism, 1978], traduction de Catherine Malamoud, préface de Tzvetan Todorov, Le Seuil, 1980, (rééd. augm., 2003), 392 pages
- La Question de Palestine, [The Question of Palestine, 1979], traduction de Jean-Claude Pons, Actes Sud/Sindbad, 2010, 384 pages
- L'Islam dans les médias. Comment les médias et les experts façonnent notre regard sur le reste du monde, [Covering Islam. How the Media and the Experts Determinate How we See the Rest of the World, 1981], Sindbad, traduction de Charlotte Woillez, 2011, 288 pages
- Nationalisme, colonialisme et littérature, [Nationalism, Colonialism, and Literature. Yeats and Decolonization, 1988], avec Terry Eagleton et Fredric Jameson, Presses Universitaires de Lille, 1994, 104 pages
- Culture et Impérialisme [Culture and Imperialism, 1993], Fayard/Le Monde Diplomatique, traduction de Paul Chemla, 2000, 555 pages
- Des Intellectuels et du pouvoir, [Representations of the Intellectual : The 1993 Reith Lectures, 1994] traduction de Paul Chemla, Le Seuil, 1996, 140 pages
- Israël-Palestine : l'égalité ou rien, traduction par Dominique Eddé et Eric Hazan, La Fabrique, 1996, 189 pages
- Entre guerre et paix. Retours en Palestine-Israël, traduction de Béatrice Vierne, Arléa, 1997, 128 p.
- À Contre-voie. Mémoires, [Out of place. A Memoir, 1999] traduction de Brigitte Caland et Isabelle Genet, Le Serpent à Plumes, 2002, 430 pages
- La Loi du plus fort. Mise au pas des États voyous, avec Noam Chomsky et Ramsey Clark, [Acts of aggression policing “rogue” states”, 1999], Le Serpent à Plumes, 2002, 114 pages
- Réflexions sur l'exil et autres essais, [Reflections on Exile and Other Essays, 2000], traduction de Charlotte Woillez, Actes Sud, 2008, 760 pages
- Dans l’ombre de l’Occident et autres propos. Entretiens, [extraits de Power, Politics and Culture: Interviews with Edward W. Said, 2001], Blackjack éditions, 2011, 224 pages - rééd. Payot, 2014
- Parallèles et paradoxes. Explorations musicales et politiques, [Parallels and Paradoxes: Explorations in Music and Society, 2002], avec Daniel Barenboïm, Le Serpent à plumes, 2003, 239 pages
- Freud et le monde extra-européen, [Freud and the Non-European, 2003], traduction de Philippe Babo, Le Serpent à Plumes, 2004, 117 pages
- Culture et résistance. Entretiens avec David Barsamian, [Culture and Resistance: Conversations With Edward W. Said, 2003], Fayard, 2004, 249 pages
- D'Oslo à l'Irak, [From Oslo to Iraq and the Road Map. Essays, 2004], Fayard, 2004, 336 pages.
- Humanisme et Démocratie, [Humanism and Democratic Criticism, 2004], traduction de Christian Calliyannis, Fayard, 2005, 251 pages
- Du style tardif, [Thoughts on Late Style, 2004], traduction de Michelle-Viviane Tran-van-Khai, Actes Sud, 2012

### Ouvrages en anglais
- Joseph Conrad and the Fiction of Autobiography, (1966), Columbia University press, 2007, 248 pages
- Beginnings. Intention and Method, (1975), Columbia University Press, 1985, 414 pages
- The World, the Text, and the Critic, Harvard University Press, 1983, 336 pages
- After the Last Sky. Palestinian lives, Photographies de Jean Mohr, Columbia University press, 1986, 192 pages
- Blaming the Victims: Spurious Scholarship and the Palestinian Question (Blâmer les victimes : les fausses études et la question palestinienne), avec Christopher Hitchens (éd.), (1988), Verso, 2001, 304 pages
- Musical Elaborations, Columbia University press, 1991, 109 pages
- The Politics of Dispossession. The Struggle for Palestinian Self-Determination, 1969-1994, Vintage, 1994, 512 pages
- The Pen and the Sword. Conversations with Edward Said, David Barsamian, introduction de Eqbal Ahmad, 1994, 180 pages
- Peace and Its Discontents: Essays on Palestine in the Middle East Peace Process, Vintage, 1995, 224 pages
- The End of the Peace Process: Oslo and after, Vintage, 2000, 411 pages
- Interviews With Edward W. Said, EA. Singh et B. G. Johnson (éds.), University Press of Mississippi, 2004, 253 pages
- Conversations With Edward Said, Tariq Ali, Seagull Books, 2005, 128 pages
- Music at the Limits, Columbia University Press, 2009, 344 pages